# Rue de la Monnaie (Lille)
Pour les articles homonymes, voir Rue de la Monnaie.
La rue de la Monnaie est une rue de Lille, dans le Nord, en France. Il s'agit de l'une des rues les plus anciennes de la ville, dans le quartier du Vieux-Lille.

## Situation et accès
La rue de la Monnaie part de la place Louise-de-Bettignies et se poursuit jusqu'à la place du Concert à partir de laquelle elle est prolongée par la rue de la Collégiale.

## Origine du nom
La rue doit son nom à l'Hôtel de la monnaie établi par Louis XIV et supprimé au milieu du XIXe siècle.

## Historique
La rue de la Monnaie emprunte le parcours de la voie principale du castrum fortifié qui, au XIe siècle, relie la porte du Castel à la porte Saint-Pierre (ou Septentrionale). C'est l'une des plus anciennes de Lille, seule voie mentionnée dans la Charte de donation de Baudouin V à la Collégiale Saint-Pierre de 1066, premier document connu concernant la ville. La rue prend le nom de « rue Saint-Pierre » en raison de la présence de la collégiale Saint-Pierre.
La rue Saint-Pierre s'étendait de la porte Saint-Pierre, à l'emplacement actuel de l'angle de la rue de la Collégiale avec la rue Négrier, à la porte du Châtelain de l'enceinte du castrum, à l'emplacement de l'angle de l'actuelle place Louise de Bettignies.
La partie sud de la rue entre la place du Lion d'Or et le passage Notre-Dame de la Treille (numéros 1 à 25) apparaît vide de constructions donnant sur le fossé entourant la Motte Madame sur le plan Guichardin de 1565, première représentation géographique de la ville. Cette partie de la rue correspond au passage du canal Saint-Pierre et ses alentours qui était une zone humide ce qui a retardé les constructions. Des maisons figurent à cet emplacement sur le plan de Frédérik de Witt représentant Lille vers 1640 mais ces constructions sont dépourvues de caves existant à d'autres endroits.
La partie de la rue entre la place Saint-Martin (actuelle place Louise de Bettignies) et le croisement avec les rues d'Angleterre et Alphonse Colas prend son nom actuel au début du XIXe siècle en raison de la présence de  l'Hôtel des Monnaies créé à Lille par Louis XIV dans l'ancienne maison du châtelain de Lille dont il reste aujourd'hui l'Hôtel du Juge Garde des Monnaies édifié tout à côté.
L'autre tronçon jusqu'au croisement avec la rue Négrier garde son nom de rue Saint-Pierre jusqu'en 1932, date à laquelle il prend celui de rue de la Collégiale en souvenir de la collégiale Saint-Pierre détruite en 1793.
L'agrandissement de la ville au-delà de la porte Saint-Pierre après la conquête de Lille par Louis XIV en 1667 amène son prolongement par une rue nommée rue Neuve Saint-Pierre  dans le nouveau quartier construit à l'emplacement de l'ancien faubourg Saint-Pierre. Cette rue est l'actuelle rue Saint-André.

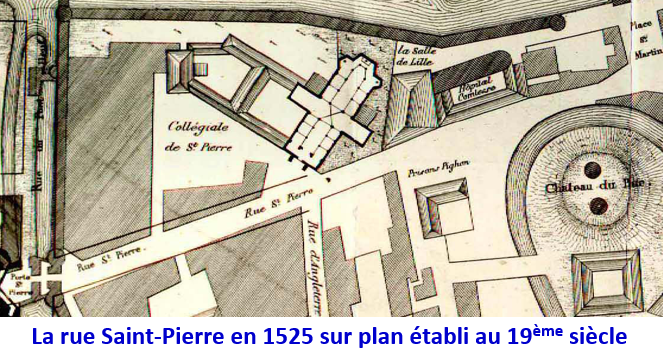
Rue Saint-Pierre en 1525
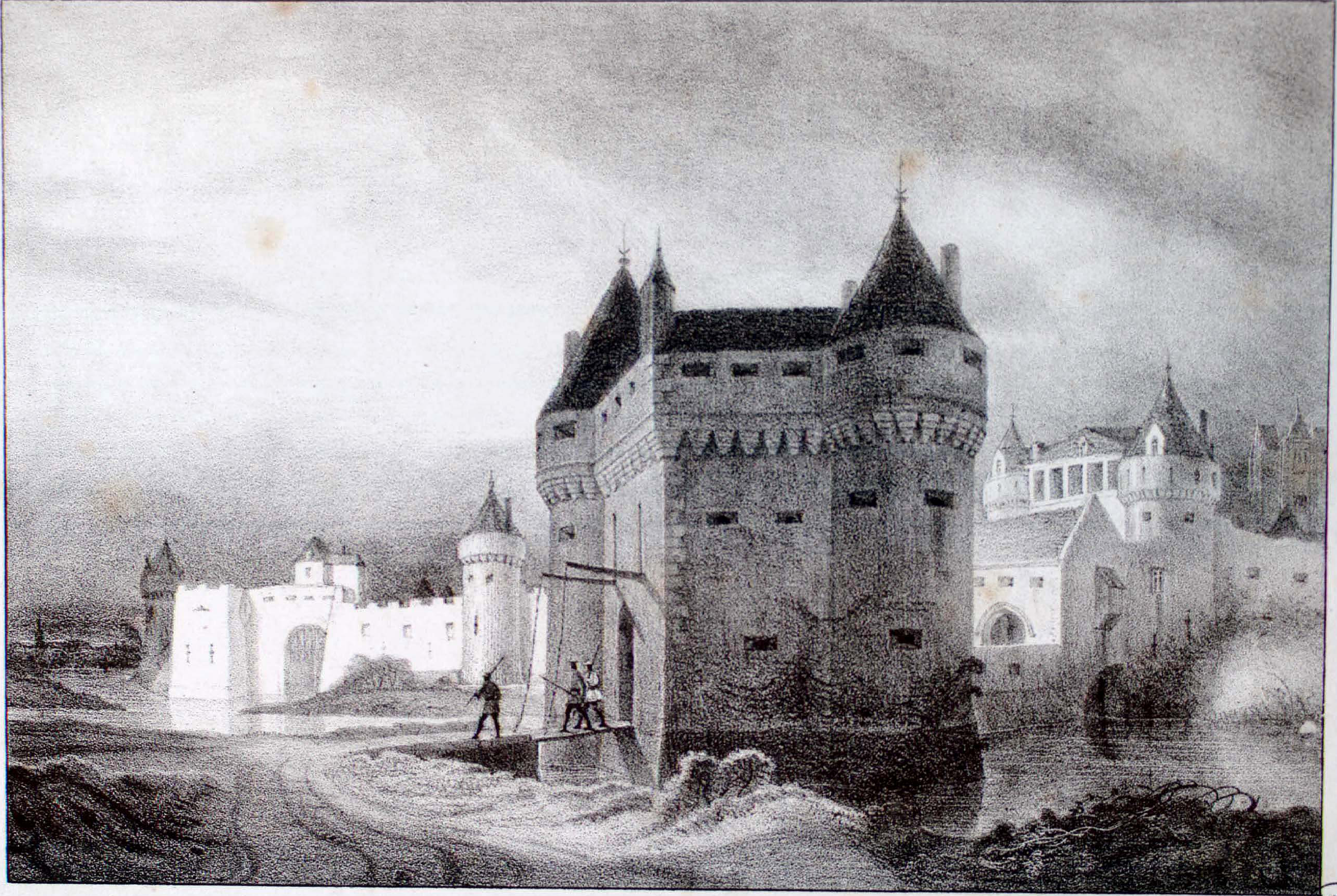
La porte Saint-Pierre à laquelle aboutissait la rue à l'origine

## Bâtiments remarquables et lieux de mémoire

### Bâtiments disparus
- Collégiale Saint-Pierre qui était située à l'emplacement du Palais de Justice et jusqu'en bordure des rues de la Monnaie et de la Collégiale, détruite en 1793.
- Château de la Salle entre la collégiale et l'hospice Comtesse ancienne résidence des Comtes de Flandre détruit vers le milieu du XVIe siècle à la suite de son transfert au Palais Rihour.

### Bâtiments existants
La rue, dont un grand nombre d'habitations ont été reconstruites à la fin du XVIIe siècle, comprend plusieurs bâtiments protégés au titre des monuments historiques.
Le siège de l'association Renaissance du Lille Ancien qui œuvre pour la préservation du patrimoine est situé 20/22 rue de la Monnaie.

#### L'Hospice Comtesse
- L'Hospice Comtesse[2]

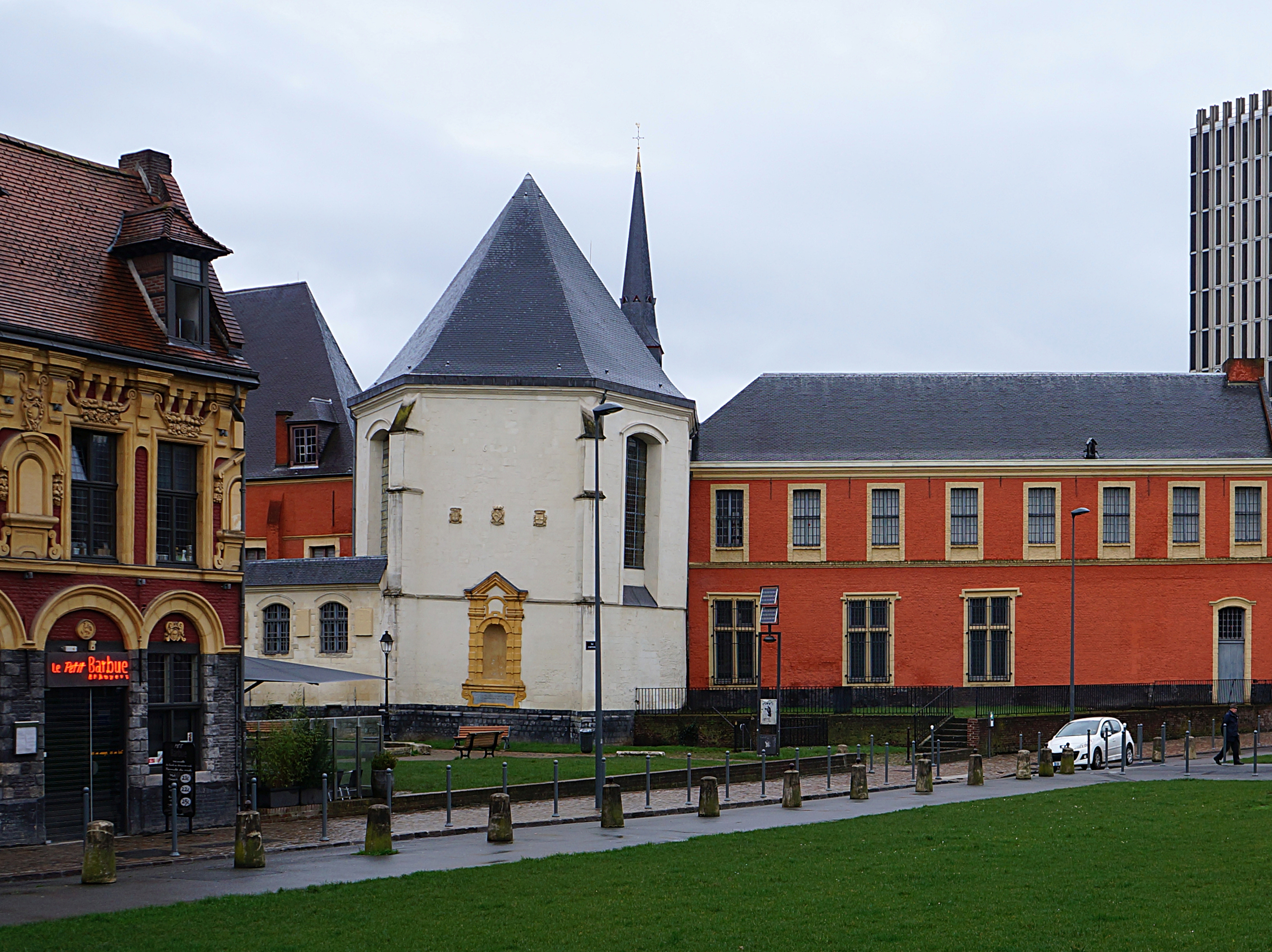
Lille, chapelle de l'Hospice-Comtesse

#### Hôtel du Juge Garde des Monnaies

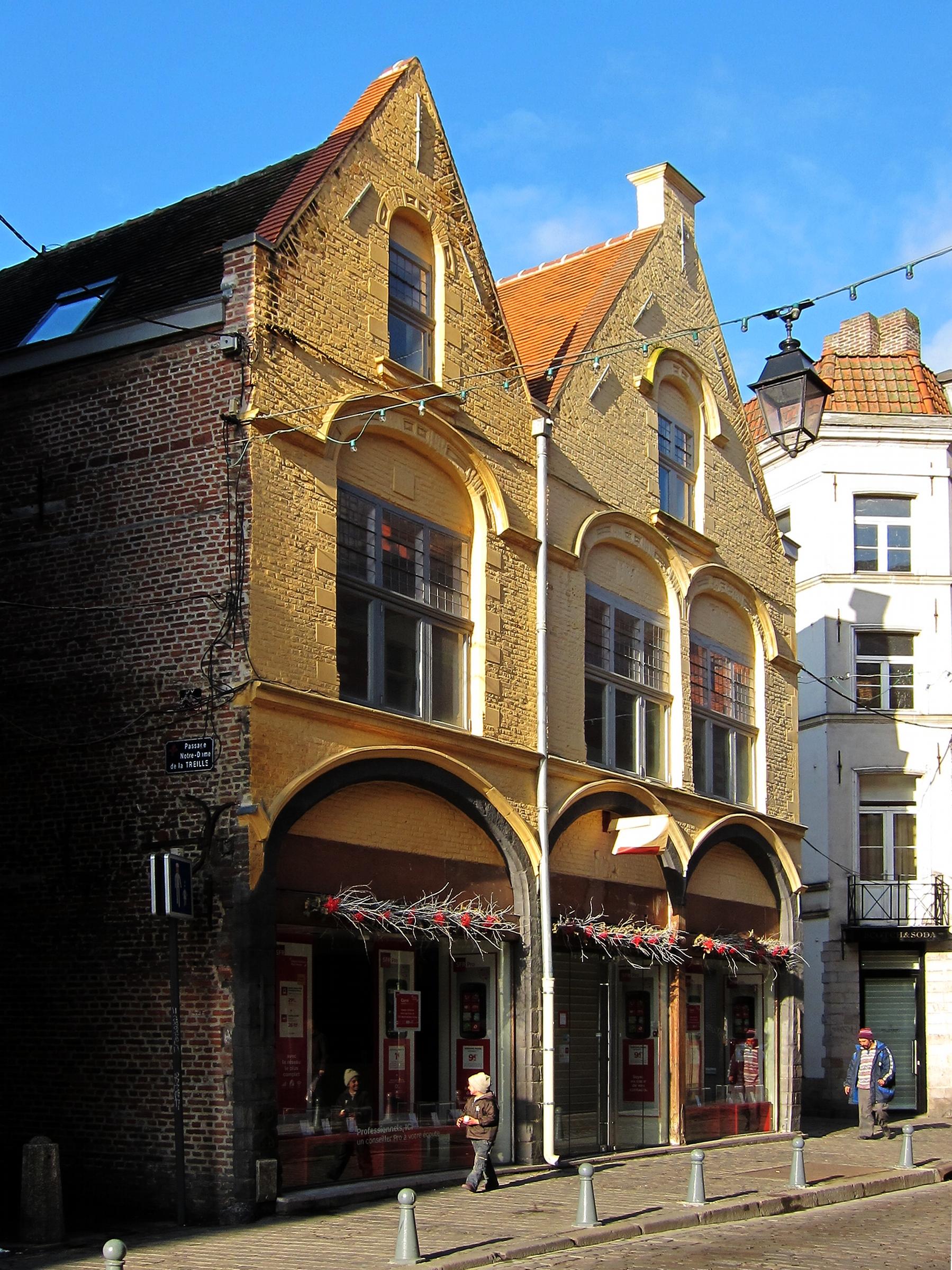
Lille 39 rue de la monnaie

- L'Hôtel du Juge Garde des Monnaies aux 61 et 63 rue de la Monnaie[3]. Ce bâtiment au numéro 61, avec son porche charretier et ses caves, fut l'implantation d'un atelier artistique et un des points d'exposition de l'association L'Atelier de la Monnaie, à laquelle la rue a donné son nom[4]

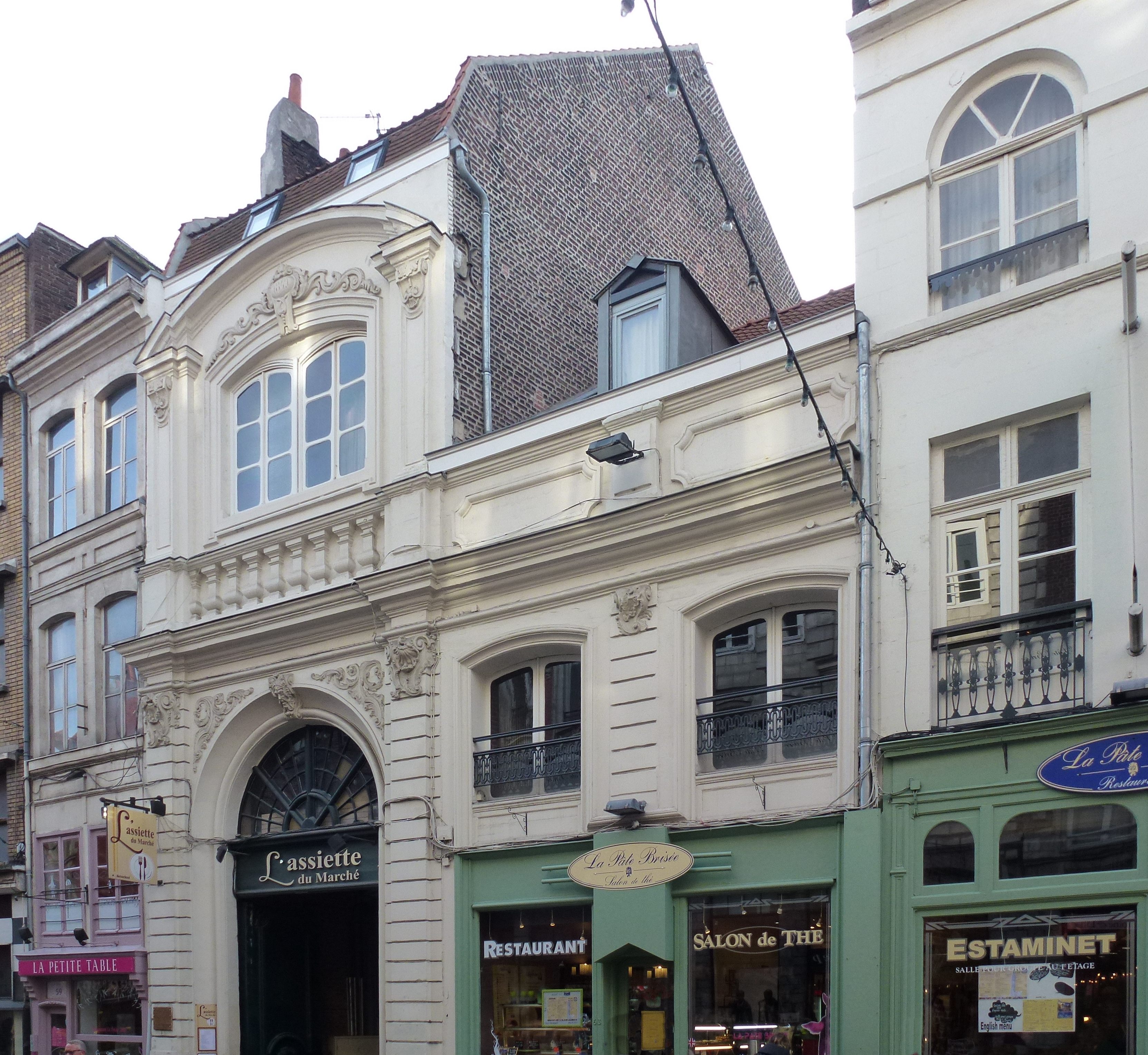
Hôtel du Juge Garde des Monnaies
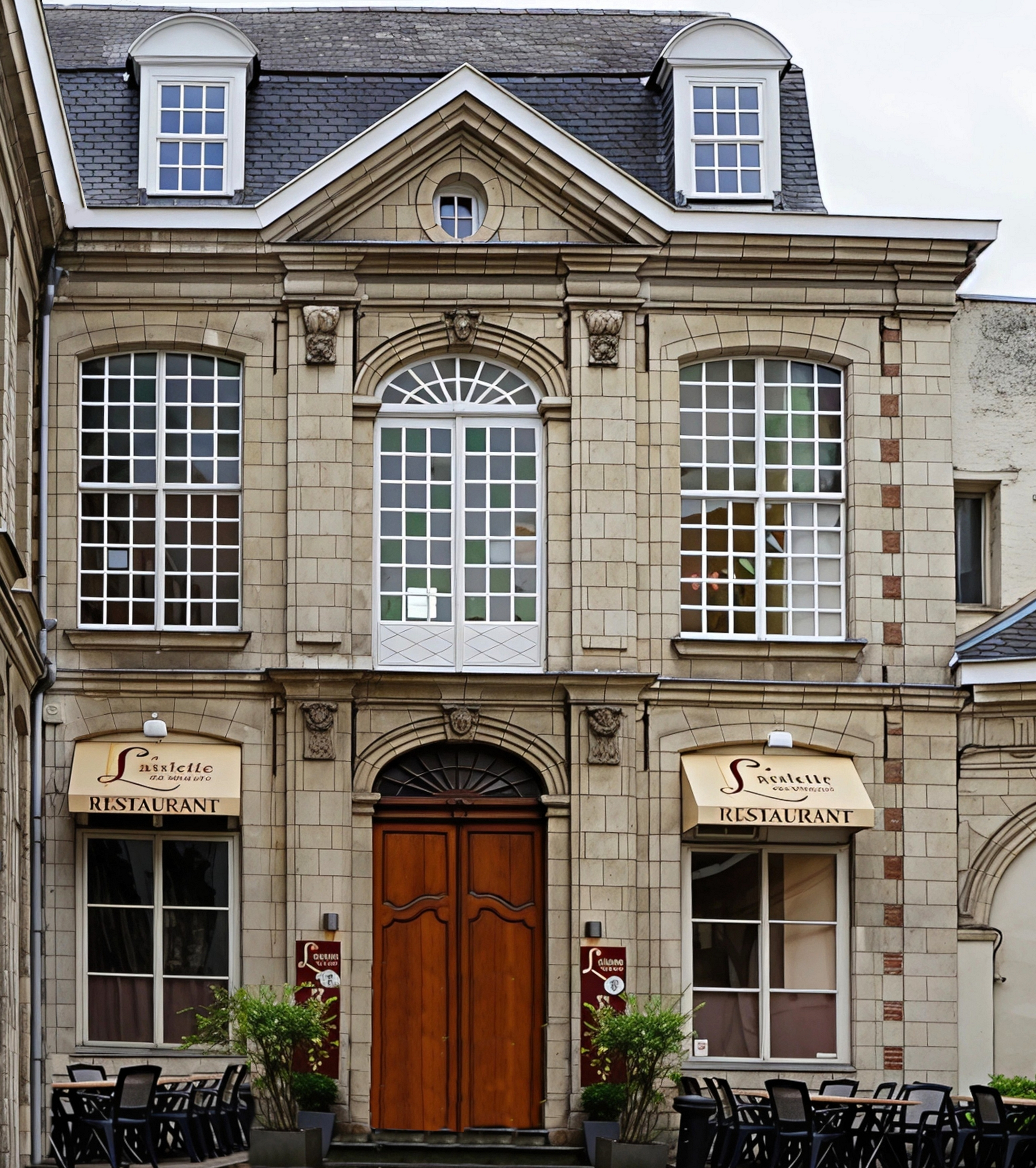
Portail et cour de l'Hôtel du Juge Garde des Monnaies

#### Moulin Saint-Pierre
Façade de l'ancien moulin sur le canal Saint-Pierre établi en 1679 sur le canal Saint-Pierre souterrain.

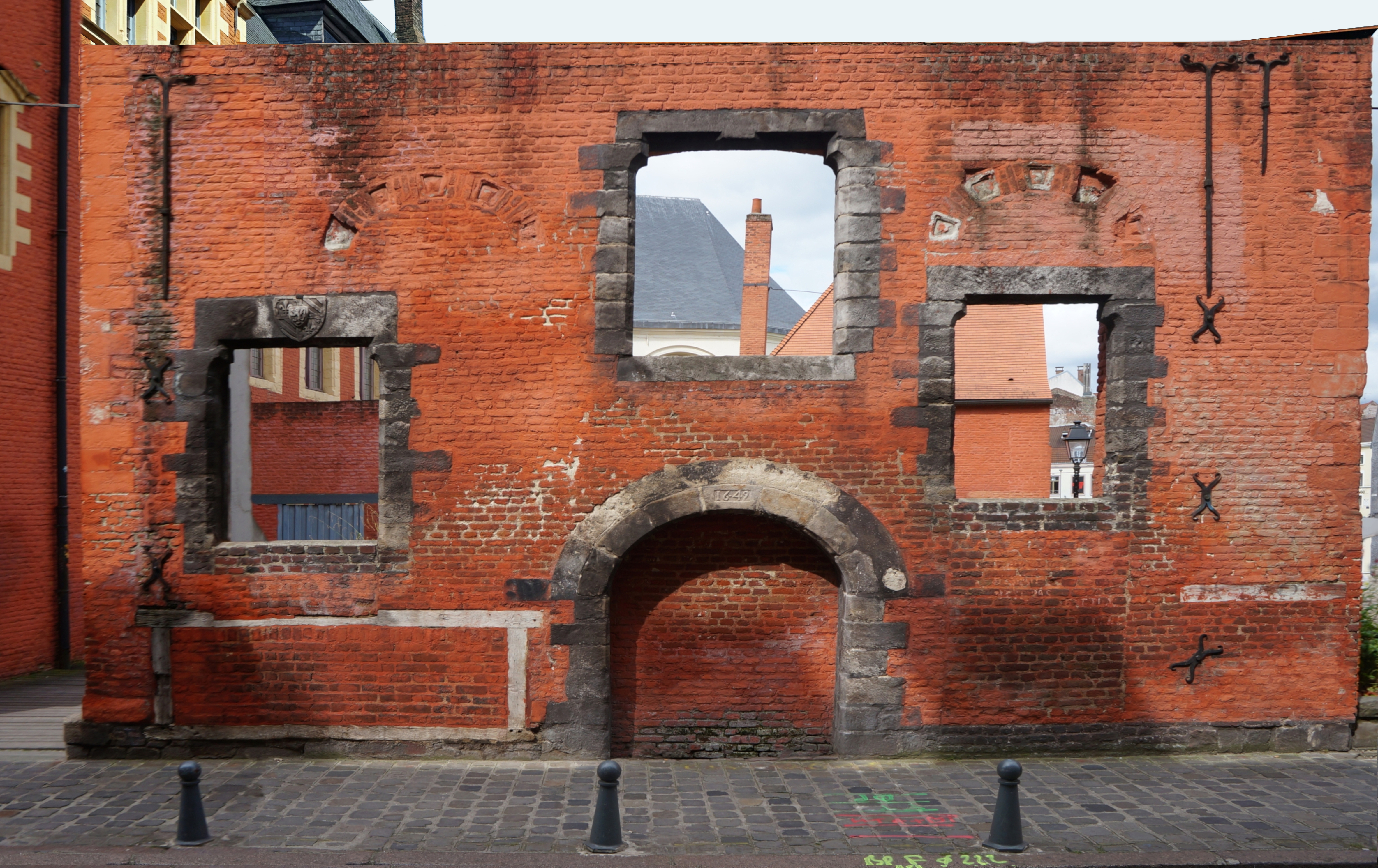
Vestiges du moulin Saint-Pierre

### Maisons classées
- Les maisons aux 3, 5, 7, 9, 11, 13, 15, 17, 19, 25, 35 et 37 ainsi qu'aux 2, 4, 6, 6bis, 8, 10, 12 et 14 rue de la Monnaie[5]
- La Maison en pans de bois au 39 rue de la Monnaie[6]

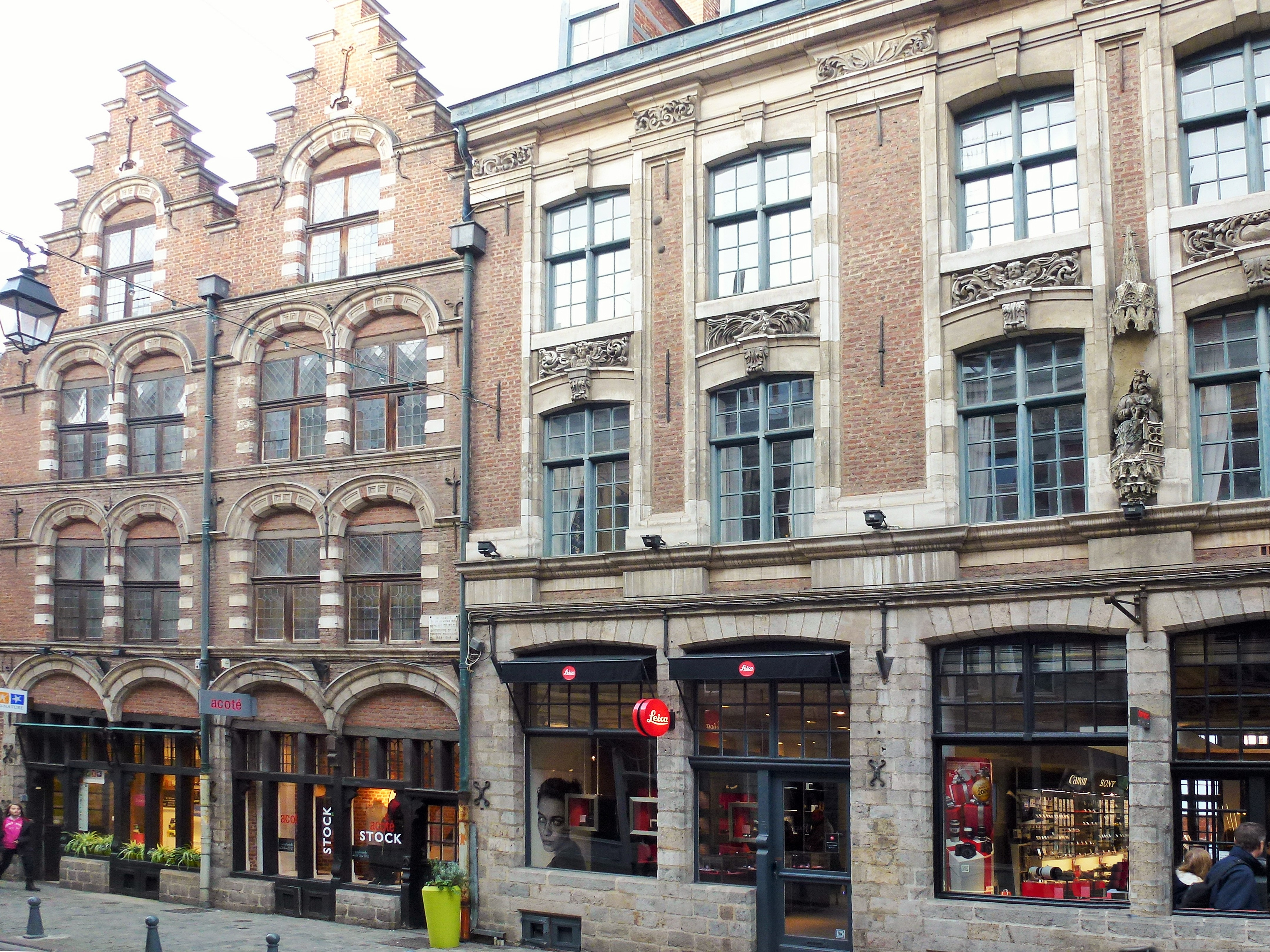
Lille 2 a 14 rue de la Monnaie
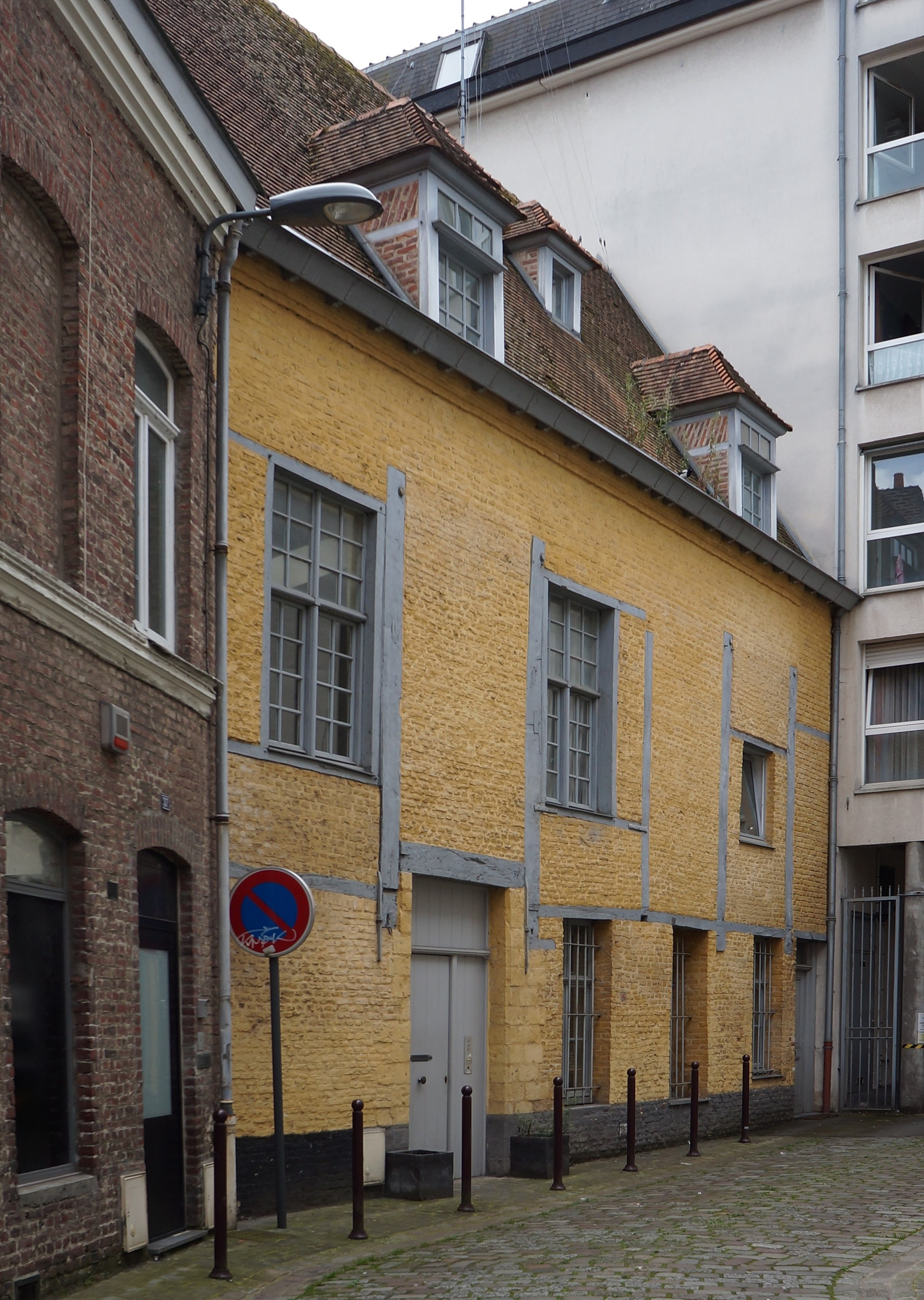
La Maison en pans de bois